# Haruka Tono
Haruka Tono (遠野 遥) (Fujisawa - 22 de agosto de 1991) é um romancista japonês, vencedor do 163° Prêmio Akutagawa com a obra Hakyoku (破局) e vencedor do 56° Prêmio Bungei com a obra Kairyō (改良). É filho do vocalista da banda Buck-Tick, Atsushi Sakurai.

## Biografia
Nasceu em Fujisawa, Kanagawa em 22 de agosto de 1991, filho de Sayuri Watanabe e Atsushi Sakurai. Já tocou guitarra em uma banda com os colegas de escola inspirado pelos artistas Radwimps e Anna Tsuchiya. Mudou-se para Tóquio aos 20 anos de idade. Formou-se em direito pela Universidade Keio e começou a escrever romances na época da faculdade.
Haruka ganhou o 56° Prêmio Bungei com sua primeira obra Kairyō (改良).
Em 15 de julho de 2020, foi ganhador do 163° prêmio de literatura Akutagawa com a obra Hakyoku (破局), sendo a primeira pessoa do período Heisei a receber o prêmio.
A edição de inverno revista Bungei, lançada em 7 de outubro de 2020, mostra um dialógo entre Haruka e seu pai, Atsushi Sakurai.

## Obras

### Livros
- Kairyō (改良) ISBN 978-4309028460[7]
- Hakyoku (破局)ISBN 978-4309029054

## Prêmios
- 56° Prêmio Bungei (2019)
- 163° Prêmio Akutagawa (2020上)